# Стадион Жељезаре
Стадион Жељезаре је некадашњи назив фудбалског стадиона у Никшићу, који је домаћи терен фудбалског клуба Челик, а након гашења клуба преименован је у Стадион ФК Сутјеска Никшић.
Изграђен је 1957. године оснивањем ФК Челик од стране фабрике Жељезаре Никшић. Године 1995. изграђена је прва и за сада једина трибина на стадиону. Рекордан број гледалаца окупио се 1997. године на утакмици шеснаестине финала купа СР Југославије, када је Челик на утакмици против Војводине бодрило око 4.000 навијача.
Неколико година касније на трибини су постављене столице чиме је капацитет стадиона смањен на 2.000 мјеста. Осим једне трибине за гледаоце на супротној страни терена налази се ложа за новинаре и управу клубова са 50 мјеста.
Стадион је био у власништву Жељезаре све до 2002. године када је фабрика приватизована, а стадион је прешао у својину града Никшића.
Стадион не испуњава УЕФА критеријуме за европска такмичења, па Челик своје међународне утакмице игра на Градском стадиону у Никшићу.